# Ktetor

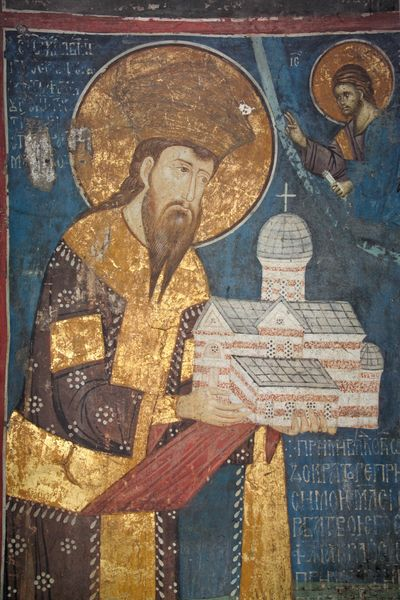
Affresco del re serbo Stefano Uroš III Dečanski nel monastero di Visoki Dečani che tiene in mano un piccolo monastero, a significare che è il custode del monastero.

Ktetor (in greco κτήτωρ?) o ktitor (in cirillico: ктитор?; in georgiano ქტიტორი?, kt'it'ori; in romeno ctitor), che significa "fondatore", è un titolo attribuito nel Medioevo al finanziatore della costruzione o della ricostruzione di una chiesa o di un monastero ortodosso orientale, per l'aggiunta di icone, affreschi e altre opere d'arte. Era utilizzato in ambito bizantino. L'equivalente cattolico del termine è "donatore". Al momento della fondazione, il ktetor emetteva spesso typika ed era illustrato sugli affreschi ("ritratto del ktetor"). La forma femminile è ktetorissa (greco: κτητόρισσα) o ktitoritsa (in cirillico: ктиторица?).